# Doktrína
Doktrína (lat. doctrina, od docere, učit) je pevné učení či nauka, obvykle opřená o nějakou autoritu. Tak se někdy také označuje soustava neměnitelných zásad – dogmat. V současném užití obvykle soubor zásad, jimiž se řídí zahraniční a bezpečnostní politika určitého státu.
Odtud také doktrinář a doktrinářský – autoritativní, nepřístupný diskusi.

## Příklady
Příklady doktrín:
- Brežněvova doktrína – zásada, že socialistické zřízení v jakémkoliv socialistickém státu je třeba bránit i za pomoci vojenské síly. Tato se pak nazývá „bratrská pomoc“. Viz pražské jaro 1968,[2]
- Monroeova doktrína – nazvaná podle amerického prezidenta J. Monroea (1823) znamená původně odmítnutí evropských zásahů na americkém kontinentu, později i zásada nezasahovat do mezinárodních vztahů, pokud se životně nedotýkají vlastního národa. Také nazývaná izolacionismus,[3]
- Zásada přímého účinku – zásada přímého účinku ustanovení práva Evropské unie (EU), vybudovaná v rámci judikatury Soudního dvora Evropské unie (SD EU), podle které mohou vznikat práva a povinnosti subjektům vnitrostátního práva na základě práva EU.